# Clarae stellae scintillate
Clarae stellae scintillate, RV 625, és un motet compost per Antonio Vivaldi a partir d'un text anònim en llatí. Està escrit en la tonalitat de fa major i dins l'habitual estil líric italià del barroc. Com en els motets introductoris, peces que precedien algunes grans obres de Vivaldi, els textos no són litúrgics, sinó versions lliures en llatí d'autor desconegut. Aquest motet va ser escrit per a la festa patronal de l'Ospedale della Pietà, la visitació de la Mare de Déu, el 2 de juliol, probablement de 1715.

## Estructura i anàlisi musical
Està escrit per a contralt solista. Denis Arnold va proposar la frase "concert per a veu" per descriure aquests motets de Vivaldi. El manuscrit es troba en la col·lecció Giordano de la Biblioteca Nacional de Torí (volum 32); en el títol apareix la indicació «Motetto del Vivaldi».
L'obra, en la tonalitat de fa major, té una estructura en quatre moviments i amb les següents característiques musicals:
| Moviment                              | Instrumentació         | Forma     | Tempo       | Tonalitat |
| ------------------------------------- | ---------------------- | --------- | ----------- | --------- |
| 1. «Clarae stellae, scintillate»      | contralt, corda i b.c. | ària      | allegro     | fa major  |
| 2. «Coeli repleti iam novo splendore» | contralt i b.c.        | recitatiu | (recitatiu) | ...       |
| 3. «Nunc jubilare»                    | contralt, corda i b.c. | ària      | allegro     | re menor  |
| 4. «Alleluia»                         | contralt, corda i b.c. | ària      | allegro     | fa major  |

L'estil rialler, gairebé ingenu de l'ària inicial, marca el to de tota l'obra. En la segona ària, Vivaldi renuncia a l'estructura habitual d'ària da capo (ABA) per fondre el moviment en el que podria anomenar-se una "forma en cadena", on cinc seccions vocals diferents (tres de les quals s'han de repetir) presenten les seves pròpies parts del text. Aquesta elasticitat estructural, que al·ludeix clarament a la música de ball, és molt característica de la música vocal de Vivaldi durant la dècada del 1710, fins i tot en les àries d'òpera. Finalment, en l'Al·leluia, la tonalitat oscil·la entre fa menor i fa major, un tret també present en altres obres de Vivaldi del mateix període. El tema inicial del cinquè moviment del Concert per a violí en fa major, RV 292 (c. 1716-1717), apareix en aquest "Alleluia".

## Text
Els textos dels motets del segle xviii poques vegades eren peces de fina poesia llatina; el viatger francès Pierre-Jean Grosley els va descriure com a ""una mala combinació de paraules llatines, on les barbarismes i els solecisme són més comuns que el sentit i la raó". Aquest text és exemplar en aquest sentit. En la primera ària, les estrelles resplendeixen brillantment, en el recitatiu s'identifica la festa mariana com la font de la celebració, mentre que l'ària final, seguit de l'Al·leluia, exigeixen que tot el que s'ha creat se n'alegra. El text és el següent:
| 1. Ària. Clarae stellae, scintillate et splendorem novum date huius diei tanto fulgori. Mundus vivat in laetitias et mox habeat suas delicias tantae pompae suo decori. 2. Recitatiu. Coeli repleti iam novo splendore plaudunt in tanta die, et simul terra arridit tota in tam solemni pompa. Dum festum celebratur almae Visitationis gaudeat etiam cor meum Mariam laudando et collaudando Deum. | 3. Ària. Nunc iubilare, semper laetare gaudio immenso anima mea. Et sit tibi iubilando, et sit tibi memorando mundi et cordis alma spes. Si non es laetitia plena tantae pompae aura serena sit dulcedo tuae maestitiae, et in te solum sint mille deliciae. 4. Alleluia. |